# 1680년대
1680년대는 1680년부터 1689년까지를 가리킨다.

## 연호
| 연도   | 중국      | 한국      | 일본        |
| ------ | --------- | --------- | ----------- |
| 1680년 | 강희 19년 | 숙종 6년  | 엔포 8년    |
| 1681년 | 강희 20년 | 숙종 7년  | 덴나 원년   |
| 1682년 | 강희 21년 | 숙종 8년  | 덴나 2년    |
| 1683년 | 강희 22년 | 숙종 9년  | 덴나 3년    |
| 1684년 | 강희 23년 | 숙종 10년 | 조쿄 원년   |
| 1685년 | 강희 24년 | 숙종 11년 | 조쿄 2년    |
| 1686년 | 강희 25년 | 숙종 12년 | 조쿄 3년    |
| 1687년 | 강희 26년 | 숙종 13년 | 조쿄 4년    |
| 1688년 | 강희 27년 | 숙종 14년 | 겐로쿠 원년 |
| 1689년 | 강희 28년 | 숙종 15년 | 겐로쿠 2년  |

## 사건과 동향
- 1687년- 일본 히가시야마 천황 즉위.
- 1688년- 영국 명예 혁명이 일어남.